# Yassine Zakir
Yassine Zakir (Amsterdam, 13 maart 1997) is een Nederlands-Marokkaans voetballer die doorgaans speelt als middenvelder. In september 2022 verruilde hij Telstar voor Metaloglobus.

## Clubcarrière
Zakir speelde in Amsterdam voor de amateurclubs Sporting Maroc, OSC Amsterdam, VVA/Spartaan, DWS, Pancratius en Zeeburgia, voor hij in 2014 door FC Groningen werd opgenomen in de jeugdopleiding. SC Cambuur nam hem drie jaar later over en in 2018 stapte hij over naar FC Lienden. Hier kwam hij in het eerste elftal te spelen en in twee seizoenen tijd speelde de middenvelder twintig competitiewedstrijden voor Lienden. Medio 2020 vertrok Zakir bij de club en aan het einde van dat jaar ging hij meetrainen bij Telstar. Hier maakte hij genoeg indruk om aan het begin van het seizoen 2021/22 een contract te tekenen bij de club. Zijn professionele debuut maakte hij op 6 augustus, toen hij van coach Andries Jonker in de basis mocht beginnen tegen FC Emmen. Na vier minuten gaf hij een assist op Glynor Plet, die daarmee de score opende. Jeredy Hilterman zorgde ruim twintig minuten later voor de gelijkmaker en bij 1–1 zou het ook blijven. Zakir werd in de blessuretijd van de tweede helft naar de kant gehaald ten faveure van Yaël Liesdek. Ondanks zijn doorlopende contract verliet hij Telstar na een seizoen. Hierop tekende hij later die zomer in Roemenië voor Metaloglobus.

## Clubstatistieken
| Seizoen | Club         | Competitie     | Competitie | Competitie | Beker | Beker | Internationaal | Internationaal | Totaal | Totaal |
| Seizoen | Club         | Competitie     | Wed.       | Dlp.       | Wed.  | Dlp.  | Wed.           | Dlp.           | Wed.   | Dlp.   |
| ------- | ------------ | -------------- | ---------- | ---------- | ----- | ----- | -------------- | -------------- | ------ | ------ |
| 2021/22 | Telstar      | Eerste divisie | 31         | 0          | 3     | 1     | —              | —              | 34     | 1      |
| 2022/23 | Metaloglobus | Liga 2         | 19         | 0          | 0     | 0     | —              | —              | 19     | 0      |
| 2023/24 | Metaloglobus | Liga 2         | 20         | 2          | 1     | 1     | —              | —              | 21     | 3      |
| 2024/25 | Metaloglobus | Liga 2         | 7          | 3          | 0     | 0     | —              | —              | 7      | 3      |
| Totaal  | Totaal       | Totaal         | 77         | 5          | 4     | 2     | 0              | 0              | 81     | 7      |

Bijgewerkt op 23 september 2024.